# Гейнлет, Йозеф Алоиз фон
Йозеф Алоиз фон Гейнлет (нем. Joseph Alois von Heinleth, в России Иосиф Иванович Гейнлет; 13 декабря 1769, Райхенхалль — 25 апреля 1856, Полоцк) — российский педагог, директор Ришельевского лицея, надворный советник.

## Биография
Родился 13 декабря 1769 года. Сын Иоганна Непомука Гейнлета (1735—1811), баварского врача, возведённого в личное дворянство за свои заслуги. В семье было ещё несколько братьев, в дальнейшем чиновников или священников; сын одного из них, юриста Франца де Паулы фон Гейнлета (1771—1824) — баварский военный министр Адольф фон Гейнлет. Братья Гейнлет в память о заслугах своего отца в 1816 году также были возведены королём Максимилианом в дворянское достоинство.
Начал карьеру чиновника в Баварии. С 1820 г. на российской службе, занимал должности директора Рижского Домского училища и директора училищ Лифляндской губернии.
С марта 1822 года до февраля 1825 года был директором Ришельевского лицея в Одессе. Согласно истории лицея, написанной его последующим директором Н. Н. Мурзакевичем, Гейнлет был слабым и неопытным руководителем, чьё руководство было омрачено конфликтом с имевшим большое влияние на лицей учителем закона Божьего архимандритом Феофилом (Финиковым; 1788—1860), и в конце концов был вытеснен из лицея занимавшим должность управляющего графом Виттом.
Умер 25 апреля 1856 года.